# Осман, Ричард
Ри́чард О́сман (англ. Richard Osman; род. 28 ноября 1970, Биллерикей, Эссекс) — английский телеведущий, продюсер, писатель и комик. Создатель и бывший соведущий шоу-викторины Pointless на канале BBC One. Вёл викторины на канале BBC Two. Автор цикла детективов «Клуб убийств по четвергам».

## Биография
Осман родился 28 ноября 1970 года в Биллерикей, графство Эссекс, в семье Бренды Райт и Дэвида Османа. Когда ему было девять лет, отец ушел из семьи, что, по словам Османа, создало трудности на всю жизнь. Его мать училась в педагогическом колледже и с трудом зарабатывала деньги, чтобы содержать семью. Его старший брат — музыкант Мэт Осман, бас-гитарист рок-группы Suede.
Осман учился в школе Yardley Court и Warden Park School в Кэкфилде.
С 1989 по 1992 год изучал политику и социологию в Тринити-колледже в Кембридже.

### Телевизионная карьера
Осман работал исполнительным продюсером британских игровых шоу, был креативным директором в телевизионной компании Endemol UK, подал идею Pointless на BBC и стал её со-ведущим вместе со своим бывшим университетским другом Александром Армстронгом, когда шоу вышло на экраны в 2009 году.
С 2009 по 2022 год Осман вёл викторину Pointless на канале BBC One вместе с Александром Армстронгом. Он создал это шоу, где его в шутку называют «бессмысленным другом Армстронга».
В 2017 году он начал вести свое шоу Richard Osman’s House of Games. Каждый будний день четыре участника шоу соревнуются в тестах на общие знания в различных занимательных играх.
В ноябре 2023 года Осман начал вести подкаст The Rest Is Entertainment вместе с Мариной Хайд.

### Литературная карьера
В 2019 году издательство Viking Press, дочерняя компания Penguin Random House, приобрело права на дебютный роман Османа «Клуб убийц по четвергам» и ещё один роман за семизначную сумму. В аукционе принимали участие 10 издательств. Дебютный криминальный роман Османа был опубликован 3 сентября 2020 года.
Действие цикла «Клуб убийств по четвергам» происходит в элитном поселке для пенсионеров в Кенте, где четверо жителей собираются для расследования преступлений. В августе 2020 года Осман подтвердил, что Стивен Спилберг приобрёл права на экранизацию книги. В первые три дня после публикации книга была продана в Великобритании в твердом переплете в количестве 45 000 экземпляров, а к марту 2021 года в Великобритании было продано более одного миллиона экземпляров.
За первым романом серии последовали «Человек, который умер дважды» в 2021 году, «Выстрел мимо цели» в 2022 году, и «Ловушка для дьявола» в 2023 году. Пятая книга серии планируется к выпуску в 2025 году.
Последняя книга Османа, We Solve Murders, — первая в новой серии. Она вышла в сентябре 2024 года.

## Личная жизнь
Осман родился с нистагмом, заболеванием глаз, которое значительно снижает его зрение.
У Османа двое детей от первого брака, который закончился разводом. 3 декабря 2022 года женился на Ингрид Оливер, с которой познакомился, когда она была участницей шоу House Of Games.
Осман отличается высоким ростом — 6 футов 7 дюймов (2,01 м), что, по его словам, является одной из нескольких причин, по которым ему не удалось стать шпионом МИ-6.